# 라몬 에르난데스
라몬 호세 에르난데스 마린(Ramón José Hernández Marin, 1976년 5월 20일 ~ )은 베네수엘라의 전 프로 야구 포수이다. 메이저 리그 베이스볼(MLB) 팀 오클랜드 애슬레틱스, 샌디에이고 파드리스, 볼티모어 오리올스, 신시내티 레즈, 콜로라도 로키스, 로스앤젤레스 다저스 등지에서 뛰었다.